# 気分障害
気分障害（きぶんしょうがい、英: mood disorder）は、気分に関する障害を持つ精神疾患の一群である。世界保健機関の『疾病及び関連保健問題の国際統計分類』第10版（ICD-10）においては感情障害（かんじょうしょうがい）と記述される。
ある程度の期間にわたって持続する気分（感情）の変調により、苦痛を感じたり、日常生活に著しい支障をきたしたりする状態のことをいう。うつ病と双極性障害など広範囲な精神的疾病がこの名称にあてはまる。
精神疾患の主要な分類法であるICD-10とDSM-IVの両者において用いられている語であり、この2者間で細かい分類の仕方は異なるものの含まれる概念はほぼ同一である。

## 定義
精神医学的障害の一種である。

## 分類
障害とはすべて、甲状腺機能低下症のような身体疾患による気分障害や、物質誘発性気分障害ではないという診断基準を持つ。また重症度の診断基準を持つため、著しい苦痛あるいは生活機能の障害がある場合に、これらの障害であるという診断基準を満たす事となる。

### うつ病性障害
大うつ病性障害は、大うつ病、単極性うつ病、臨床的うつ病とも呼ばれる。大うつ病性障害の患者は、1回またはそれ以上の大うつ病エピソードを経験する。初回のエピソード後に、「大うつ病性障害（単一エピソード）」と診断される。1回以上のエピソードを経験すると、診断は「大うつ病性障害（反復性）」となる。躁状態の期間のないうつ病は、気分が低い側の「極」にとどまっており、双極性障害のように高く躁的な側の「極」に上がらないという意味で、「単極性」うつ病と記述されることがある。現時点では、ヨーロッパで行われた疫学的研究から、世界の人口の概ね8.5%がうつ病性障害であろうと示唆されている。特定の年齢の集団がうつ病から免除されることはなさそうである。母親から分離された生後6ヶ月の乳児にもうつ病が出現したという研究報告がある。
うつ病性障害はプライマリ・ケアや総合病院の現場でも頻繁に見られるが、見逃されることも多い。未認知のうつ病性障害は回復が遅れたり、身体的疾患の予後を悪化させる可能性があるため、すべての医師がこの状態を認識することができ、軽症な症例を治療し、専門的治療の必要な患者を見分けることができるようになることが重要である。
下記のようなサブタイプ（下位分類）や経過の特定用語（修飾語）が、診断学的に使用されている：
- 非定型うつ病は気分の反応性（パラドキシカルなアンヘドニア[無快楽症]）とポジティブさ、著明な体重増加や食欲増進（むちゃ食い）、過剰な睡眠や眠気（過眠症）、鉛様麻痺として知られる四肢の重さの感覚、対人関係において拒絶されるという認識に対する過敏性の結果としての重大な社会的障害、などによって特徴づけられる[6]。このサブタイプを評価判定する難しさのために、その意義や有病率には疑問も呈されている[7]。
- メランコリー型うつ病は、ほとんどまたはすべての活動における喜びの喪失（アンヘドニア）、楽しい刺激に対する反応性の欠如、死別や喪失体験よりも質的に深い気分の落ち込み、午前中の症状悪化、早朝覚醒、精神運動遅延、極度の体重減少（拒食症とは区別される）、あるいは過剰な自責感などによって特徴づけられる[8]。
- 精神病性大うつ病[9]／精神病性うつ病[10]は、大うつ病エピソードの用語で、とくにメランコリー型の性質を持つ患者にみられ、妄想、あるいは（頻度はより少ないが）幻覚など、精神病性の症候を伴うものである。これらは多くの場合、気分に調和した（抑うつ的なテーマに符合した内容の）ものである[11]。
- 緊張病性うつ病[12]は、大うつ病のまれな重症の型で、運動性の行動やその他の症状の欠如を伴う。このタイプの人は無言でほとんど昏迷様で、動けないか、あるいは無目的な、あるいは奇妙な動きを呈することもある。緊張病性の症候は、統合失調症や躁病エピソードにも出現することもあり、また悪性症候群に起因する場合もある[13]。
- 産後うつ病／産後抑うつ[14]はDSM-IV-TRで経過の特定用語としてリストされている。そこでは、出産後の女性に現れる、強くて持続的な、時に無能力化させるうつ状態を指している。10〜15%の女性に影響する産後のうつ状態は、典型的には分娩後3か月以内に発症し、長ければ3か月持続する[15]。女性にとって出産後はじめの数週間に短期間、疲れや悲しみの気分を経験することは非常に多いが、産後うつ病は、家庭や仕事、学校で重大な困難や機能障害、例えば家族や配偶者、友人との関係が困難になることや、新生児との絆に問題が生じることさえもあり得るという点で異なる[16]。気分障害の既往歴や家族歴のある女性は特に産後うつ病になるリスクが高い[17]。母乳哺育中の産後の大うつ病やその他の単極性のうつ病の女性の治療においては、治療薬としてはノルトリプチリン、パロキセチン、セルトラリンが一般的にはより望ましいとされている[18]。なお、心理療法については、世界保健機関 (2015) が、認知行動療法を活かした産後うつ病に対する心理療法マニュアル[19]を提供している。また、出産前教育の場で、妊婦に直接産後うつ病の具体的知識と相談窓口を提供することにより、産後うつ病の早期治療と早期受診が可能になるとされる[20]。加えて、母親のメンタルヘルス支援における産後うつ病スクリーニングの実施や、保健師・精神科医・心理士などの他職種連携、専門職者の研修会開催なども大切であるとされる[20]。さらに、産後うつ病の予防にむけた介入も必要であり、予防のための支援システムの構築と効果的な予防方法（ストレスマネジメント教育、夫や家族からのサポートを強化するための介入、産後うつ病に対する情報提供と心理的支援、有酸素運動、パートナーとのコミュニケーション改善に向けたコミュニケーションスキル向上ワーク、親同士の話し合い、感情表出、などの有効性が示唆されている）の確立が求められている[21][22][23][24]。
- 季節性感情障害は「冬季うつ病」やウィンター・ブルーといった名でも知られる特定用語である。一部の患者は季節的なパターンを呈し、うつ病性エピソードが秋または冬に来て、春には解消する。もし2回以上のエピソードが寒冷期に起こり、2年またはそれ以上の期間にわたって寒冷期以外に起こらなければ、季節性感情障害と診断される[25]。よく高緯度の地域に住む人々は冬季に日光を浴びる量が少なく、そのために季節性感情障害の頻度が高いという仮説が提唱されるが、この主張を裏付ける疫学的な根拠は強くない（また、冬季に人の目に届く日光の量は、緯度のみにより規定されるわけではない）。また季節性感情障害は若年者に多く、一般的には男性より女性に多くみられる[26]。
- 気分変調症／気分変調性障害[27]は、同様の身体的・認知的問題が明らかであるという点で単極性うつ病に似ているが、うつの深さはそれほど重症でない。しかし、うつ病よりもうつ状態が長期に持続する傾向がある（通常2年以上）病態である[28]。気分変調症の治療は、抗うつ薬による薬物療法や精神療法を含め、おおまかには大うつ病の治療と同じである[29]。
- 二重うつ病[30]は、2年以上続く一定の抑うつ気分（気分変調症）の期間中に、大うつ病の期間が挿入されるものと定義される[28]。
- 特定不能のうつ病性障害（DD-NOS[31]）は、他の公式に特定された診断に当てはまらないものの障害を呈するうつ病性障害である。DSM-IVによれば、DD-NOSは「特定の障害の基準を満たさないうつ病性障害」を含む。ここには下記にリストされた反復性短期抑うつ障害や小うつ病性障害の研究用診断（試案）が含まれる。
- 抑うつ性パーソナリティ障害は、抑うつ的な特徴を持つパーソナリティ障害を意味する、議論の多い精神科診断である。抑うつ性パーソナリティ障害はもともとDSM-IIに含まれていたが、DSM-IIIやDSM-III-Rでは取り除かれた[32]。最近、診断に復帰させることが再検討されている。抑うつ性パーソナリティ障害はDSM-IV-TRの付録Bで、今後の研究の価値があるとして記載されている。
- 反復性短期抑うつ障害／反復性短期うつ病性障害[33]は、主に持続期間の違いから大うつ病性障害と区別される。反復性短期抑うつ障害では、ひと月に1回程度、それぞれは2週間に満たず典型的には2-3日以下の抑うつエピソードを呈する。反復性短期抑うつ障害の診断は、少なくとも1年のスパンでエピソードが出現し、女性の場合は月経周期と独立している必要がある[34]。臨床的うつ病の患者がその後、反復性短期抑うつ障害になることもあれば、逆の場合もあり、双方の疾患には類似のリスクがある[35]。
- 小うつ病性障害[36]あるいは小うつ病は、大うつ病の基準を完全には満たさないものの、少なくとも2つの症候が2週間存在するものをいう[37]。

### 物質誘発性気分障害
気分障害は、その病因が向精神薬やほかの化学物質の直接の生理作用にさかのぼることが可能な場合、あるいは物質の毒性や離脱と同時に生じた気分障害は、物質誘発性に分類される。気分障害が物質使用障害と併発している場合もである。物質誘発性気分障害は、躁、軽躁、混合、あるいはうつ病エピソードの特徴を有する。多くの物質は多様な気分障害を生じさせることができる。例として、アンフェタミン、メタンフェタミン、コカインのような覚醒剤は躁や軽躁、混合状態、うつ病のエピソードの原因となることが可能である。
DSM-5では、物質・医薬品誘発性抑うつ障害、物質・医薬品誘発性双極性障害および関連障害に分けられる。
DSM-IVでは例として以下が挙げられる。
- 電気痙攣療法は治療に伴って生じる。
- 中毒: アルコール、アンフェタミンやその関連物質、コカイン、鎮静剤、催眠剤、抗不安薬
- 離脱: アルコール、アンフェタミンやその関連物質、コカイン、鎮静剤、催眠剤、抗不安薬

ほかに、麻酔薬、鎮痛薬、抗コリン薬、ベンゾジアゼピン、抗精神病薬、筋弛緩剤、ステロイド、また重金属や、毒物ではガソリンなど有機溶剤、殺虫剤、神経ガス。

#### アルコール誘発性気分障害
アルコール依存症を伴う大量飲酒者や患者では、大うつ病性障害が高確率で生じる。アルコールの乱用と抑うつの発症が、先行する抑うつの自己治療的なものであるかについては議論があった。しかし最近の研究は、いくつかの事例では事実だろうし、アルコールの乱用は大量飲酒者の多くが抑うつを発症する直接の原因になると結論している。参加者の生活上のストレスの多い出来事の間、気分不快尺度を用いて評価された研究が行われた。さらに、逸脱集団への加入、失業、パートナーの物質の使用とその刑罰が評価された。その結果、アルコールに関連した問題として高い自殺率があった。詳細な患者の既往歴によりアルコールの摂取に関連しない抑うつと、アルコール誘発性抑うつとを区別することは可能である。アルコール乱用関連の抑うつと他の精神的問題は、脳内化学物質の歪みに起因する可能性があり、断酒後に誘発される傾向がある。

#### ベンゾジアゼピン誘発性気分障害
バリウムやリブリウムのようなベンゾジアゼピン系の長期間の使用は、抑うつに関与したり、アルコールの脳における影響に類似している可能性がある。
大うつ病性障害はまた、遷延性離脱症候群の一部あるいはベンゾジアゼピン系の慢性的な使用の結果として発症する。ベンゾジアゼピン系は、不眠症、不安、筋肉痙攣の治療に広く用いられる医薬品である。アルコールと併用した場合、セロトニンやノルアドレナリンの濃度の増加のような神経化学上のベンゾジアゼピン系の作用で、抑うつを増す反応があると考えられている。大うつ病性障害は、ベンゾジアゼピン系の離脱症状の一部として生じる可能性がある。ベンゾジアゼピン系の依存症を有する患者における長期間の調査研究において、2人にだけ先行した抑うつ障害があり、長期にわたるベンゾジアゼピン系医薬品により10人の患者（20%）に過量摂取があった。段階的に離脱する計画から1年後、さらなる過量摂取をした患者はいなかった。ベンゾジアゼピン系からの離脱の結果である抑うつは、通常は数か月後に治まるが、少数の例では6〜12か月にわたり存続する可能性がある。

### 一般身体疾患による気分障害
一般身体疾患による気分障害はDSM-IVの診断名であり、DSM-5では、他の医学的疾患による抑うつ障害、他の医学的疾患による双極性障害および関連障害に分けられる。
DSM-IVでは例として以下が挙げられる。
- 内分泌疾患: 甲状腺機能亢進症、低下症
- 神経変性疾患: パーキンソン病、ハンチントン病、アルツハイマー病
- 自己免疫疾患: 全身性エリテマトーデス、多発性硬化症
- 脳血管疾患: 脳卒中
- 感染症: 肝炎、単求増加症

## 睡眠
9万人以上の調査から概日リズム（睡眠リズム）の乱れは、生涯における、うつ病、双極性障害、事故、低い幸福感などに関連した。不眠症の大学生に対するオンラインの10週間の認知行動療法は、不眠症だけでなくうつ、不安、悪夢、心理的幸福などを改善し、その影響を維持した。
メラトニンの使用では、うつ病、季節性情動障害、双極性障害のランダム化比較試験があるが、より大規模な研究が必要とされる。

## 起源
複数の著作が、気分障害は進化的適応であるとしている。落ち込みや抑うつは、危険や損失、無駄な努力をもたらす目標追求に対しての状況対応能力を高めるという。そういった状況では低い動機付けが、特定の行動を抑制することによって利益が得られる。この理論はなぜ気分障害がよく見られ、生殖年齢の頂点の人々をも襲うのかを説明するのに役立つ。抑うつが機能不全であれば、これらの特性を説明するのは難しい。
抑うつ気分は地位の損失、離婚、あるいは子供や配偶者の死のような、人生において生じる特定の種類のありきたりな反応である。これらは生殖の能力や可能性の損失を知らせる出来事であり、人類の祖先の生活環境においても存在した。抑うつ気分は、以前の（繁殖的に不成功であった）方法や行動の向きを変えるという意味で適応反応とみなすことができる。
抑うつ気分はインフルエンザのような病気の最中には一般的である。身体活動を制限することによって回復を助ける進化した機構であると論じられてきた冬の季節に生じる低水準の抑うつ、あるいは季節性情動障害は、過去において食物が乏しい期間の身体活動を制限することへの適応であるとも考えられる。もはや食物の入手可能性は天候に左右されないが、冬の季節に落ち込んだ気分を体験することは、人類が保ってきた本能であると論じている。

## ICD-10における気分障害
WHOによる疾病及び関連保健問題の国際統計分類（ICD-10）では、以下のように小分類される。
- (F30) 躁病エピソード
- (F31) 双極性障害
- (F32) うつ病エピソード
- (F33) 反復性うつ病性障害
- (F34) 持続性気分（感情）障害
- (F38) その他の気分（感情）障害
- (F39) 詳細不明の気分（感情）障害

## DSM-IVにおける気分障害
- 双極性障害 - いわゆる「躁うつ病」である。I型双極性障害、II型双極性障害、気分循環性障害、特定不能の双極性障害の4つに分けられる。
- うつ病性障害 - 大うつ病性障害、気分変調性障害、特定不能のうつ病性障害、抑うつ関連症候群の4つに細分化される。いわゆる「うつ病」は大うつ病性障害に含まれる（そのため、うつ病のことを「大うつ病」と呼ぶことがあるが、重症なうつ病という意味ではない）。
- 一般身体疾患を示すことによる気分障害
- 特定不能の気分障害